# Patriotismo socialista

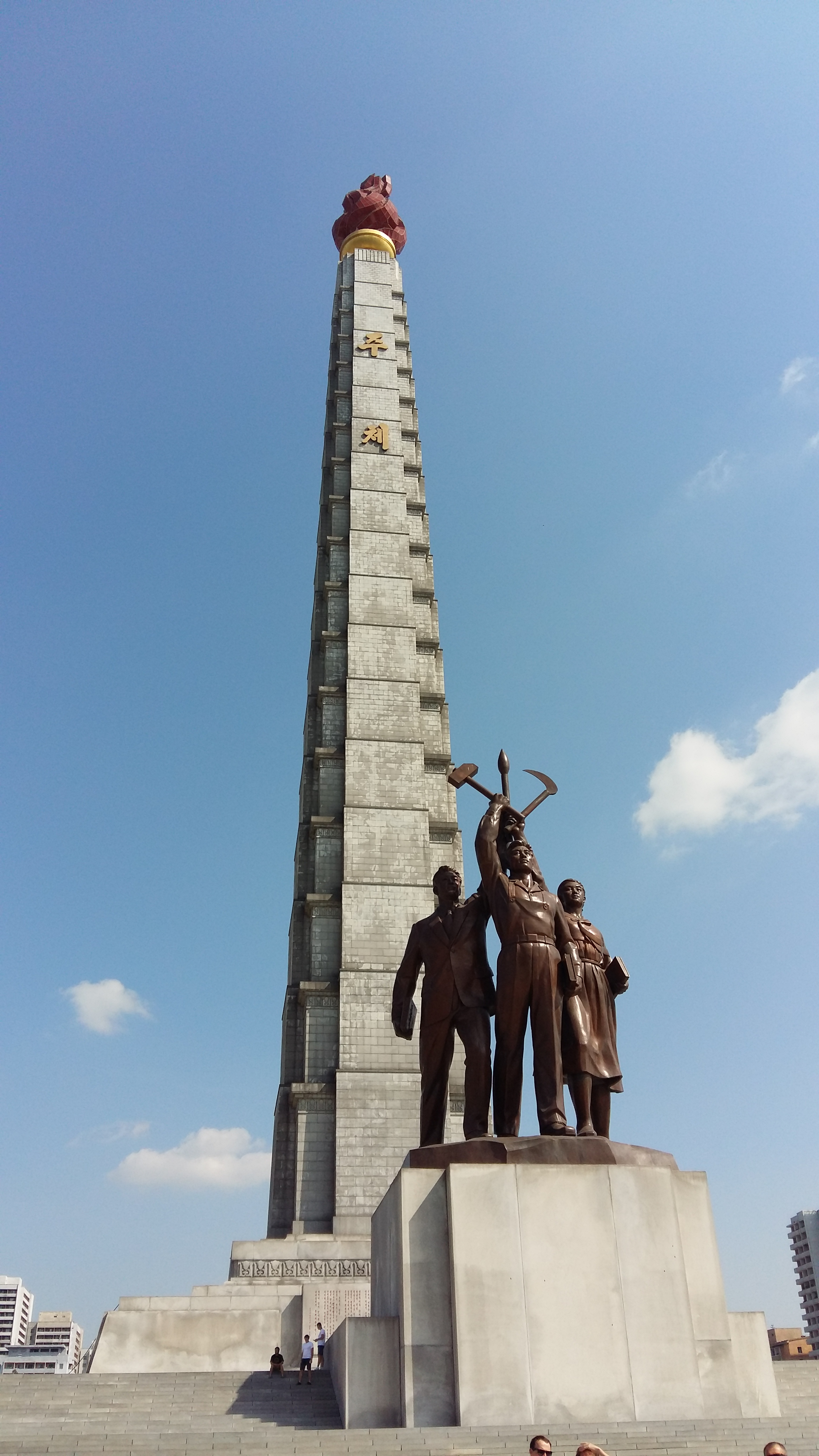
Torre del ideario Juche en Pionyang (Corea del Norte) que representa el pensamiento patriota del juche, en defensa de la patria norcoreana ante elementos imperialistas.

El patriotismo socialista, socialpatriotismo, patriotismo social, nacionalismo obrerista, patriotismo revolucionario, socialismo nacionalista  o nacionalismo proletario se refiere a una forma de patriotismo y nacionalismo de corte revolucionario propugnado por movimientos marxistas-leninistas que fue desarrollada en el libro El marxismo y la cuestión nacional de Iósif Stalin. Promueve que la gente tenga «amor ilimitado por la patria socialista, un compromiso con la transformación revolucionaria de la sociedad y con la causa del comunismo».
Dicha doctrina sociopolítica es una fusión de nacionalismo popular e internacionalismo, y tiene como objetivo mezclar la lucha de clases con la identidad nacional y emancipación del proletariado entendiéndose como conceptos inseparables, este pensamiento no está para nada relacionado con el chovinismo, pues los marxistas-leninistas denuncian el carácter burgués de tal ideología desarrollada bajo el capitalismo y que enfrenta a los trabajadores entre sí. En el Manifiesto Comunista, obra fundamental del marxismo, se menciona el carácter nacional de la clase proletaria, si bien la concepción socialista del patriotismo sea contraria a su uso en la política burguesa:

Los obreros no tienen patria. No se les puede arrebatar lo que no poseen. Más, por cuanto el proletariado debe en primer lugar conquistar el Poder político, elevarse a la condición de clase nacional, constituirse en nación, todavía es nacional, aunque de ninguna manera en el sentido burgués.
Marx y Engels

## En Europa

### Unión Soviética
Lenin diferenció el patriotismo en lo que definió como patriotismo socialista proletario del nacionalismo burgués. Lenin defendió el derecho de autodeterminación de todas las naciones y el derecho a la unidad de todos los trabajadores al interior de estas; sin embargo, condenó el chovinismo al sostener que existían sentimientos justificados e injustificados de orgullo nacional.

El patriotismo del hombre que prefiere sufrir hambre tres años a entregar Rusia a los extranjeros es un patriotismo auténtico; sin él, no nos habríamos mantenido los tres años. Sin ese patriotismo, no habríamos logrado defender la República Soviética, no habríamos abolido la propiedad privada ni podríamos planificar, ahora, la distribución de 300 millones de puds (V) de víveres. Ése es el mejor patriotismo revolucionario.
Lenin

El patriotismo socialista fue promovido por Stalin. Así, los estalinistas afirmaban que el patriotismo socialista serviría tanto al interés nacional como al  internacional socialista. Si bien fomentó el patriotismo socialista para la Unión Soviética como un todo, durante su mandato se combatió a los movimientos nacionalistas de las quince repúblicas soviéticas.

### Alemania
Oficialmente, el Partido Socialista Unificado de Alemania, que gobernó desde 1949 en la República Democrática Alemana (RDA), contenía el patriotismo socialista al interior de sus estatutos partidarios. Asimismo, la República Federal Socialista de Yugoslavia se adhirió al patriotismo socialista.
El autodenominado movimiento nacional-bolchevique, surgido en la década de 1920, entre una mezcla de patriotismo con leninismo, tiene bastante presencia en naciones como Rusia, Alemania y España.

### España
Durante los años de la Guerra Civil Española (1936-1939), gobierno de la de la República Española hizo eco de su «versión» de patria española republicana antifascista —para diferenciarse del nacionalismo español falangista dirigido por el bando sublevado, autodenominado bando nacional— haciendo referencia al Levantamiento del 2 de Mayo en Madrid de 1808 contra las tropas francesas en la Guerra de Independencia Española, la resistencia de los pueblos de Hispania en la Guerra numantina contra la República Romana, además del misticismo patriota del Cid, para intentar «desnacionalizar» al bando sublevado y la intervención militar de los regímenes fascistas de Alemania e Italia en favor de los rebeldes.

## En Asia

### China
El Partido Comunista de China y el gobierno defienden el patriotismo socialista. Mao Zedong habló de una nación china, pero especificó que los chinos son una nación cívica de múltiples grupos étnicos y condenó explícitamente el etnocentrismo Han, al que Mao calificó de chovinismo Han. La constitución de China establece que China es una sociedad multiétnica y que el estado se opone al nacionalismo étnico, especialmente al chovinismo Han. En palabras del líder chino:

¿Puede un comunista, que es internacionalista, ser al mismo tiempo patriota? Sostenemos que no sólo puede ser sino que también debe ser. El contenido específico del patriotismo está determinado por las condiciones históricas. Está el "patriotismo" de los agresores japoneses y de Hitler, y está nuestro patriotismo. Los comunistas deben oponerse resueltamente al "patriotismo" de los agresores japoneses y de Hitler. Los comunistas de Japón y Alemania son derrotistas con respecto a las guerras que libran sus países. Provocar la derrota de los agresores japoneses y de Hitler por todos los medios posibles está en los intereses de los japoneses y del pueblo alemán, y cuanto más completa sea la derrota, mejor. Porque las guerras lanzadas por los agresores japoneses y Hitler están dañando a la gente en casa así como a la gente del mundo.

 El caso de China, sin embargo, es diferente, porque es víctima de una agresión. Por lo tanto, los comunistas chinos deben combinar el patriotismo con el internacionalismo. Somos a la vez internacionalistas y patriotas, y nuestra consigna es "Luchar para defender la patria contra los agresores". Para nosotros el derrotismo es un crimen y luchar por la victoria en la Guerra de Resistencia es un deber ineludible. Porque sólo luchando en defensa de la patria podremos derrotar a los agresores y lograr la liberación nacional. Y sólo logrando la liberación nacional será posible que el proletariado y otros trabajadores alcancen su propia emancipación. La victoria de China y la derrota de los imperialistas invasores ayudarán a los pueblos de otros países. Así en las guerras de liberación nacional se aplica el patriotismo al internacionalismo.
El papel del Partido Comunista Chino en la Guerra NacionalMao Zedong

### Corea del Norte
Kim Il-sung promovió el patriotismo socialista, a la vez que condenaba al nacionalismo al argumentar que destruía las relaciones fraternas entre los pueblos, debido a su exclusivismo. En Corea del Norte, el patriotismo socialista ha sido descrito como una ideología destinada a servir a su propio pueblo, ser fiel a la clase obrera y ser leal a su propio partido (comunista).